# Leptodiaptomus cuauhtemoci
Leptodiaptomus cuauhtemoci is een eenoogkreeftjessoort uit de familie van de Diaptomidae. De wetenschappelijke naam van de soort is voor het eerst geldig gepubliceerd in 1941 door Osorio-Tafall.